# Vandálok

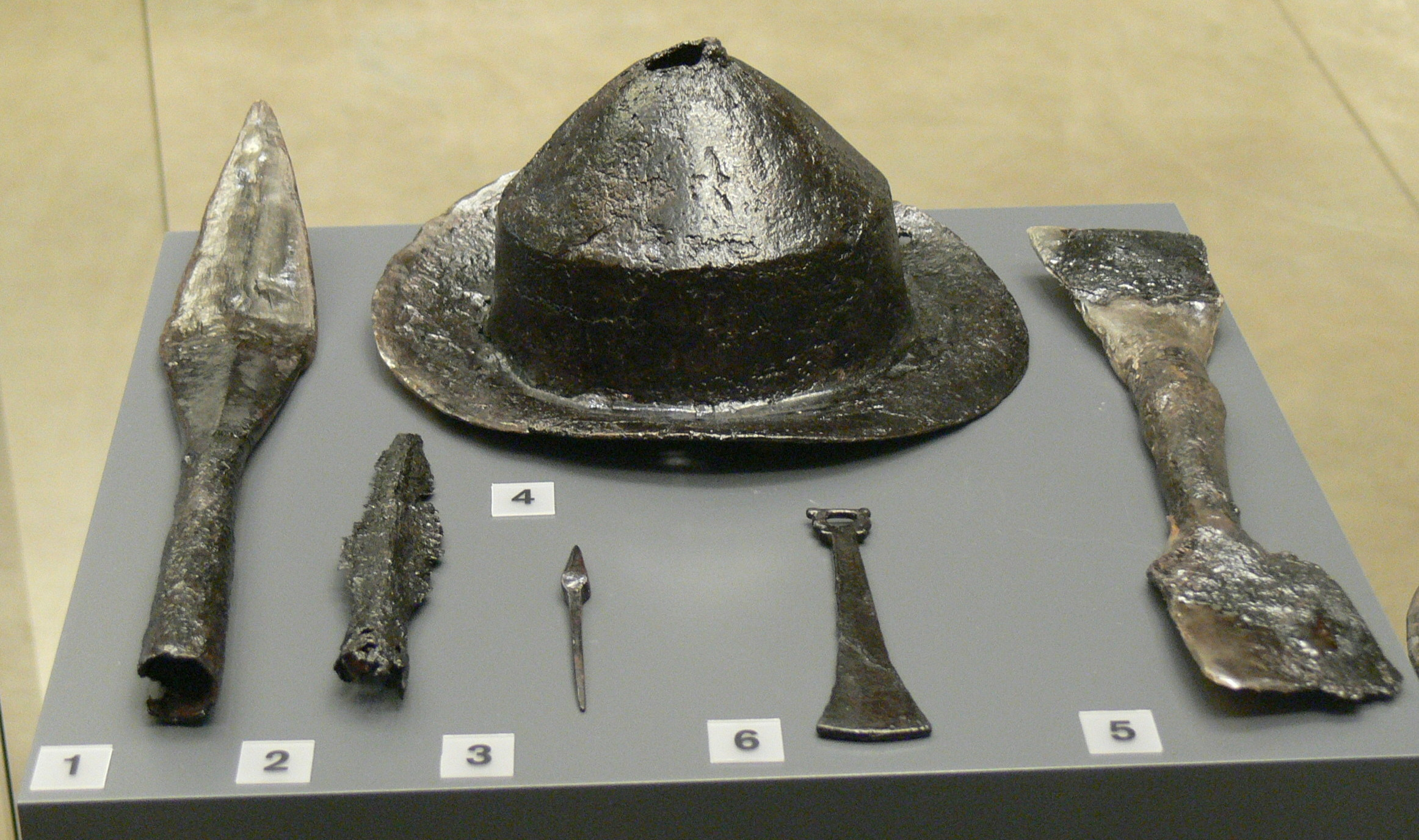
Vandál vasfegyverek: pajzsdudor, lándzsahegyek

A vandálok keleti germán népe az 5. század folyamán vette birtokába a Római Birodalom észak-afrikai területeit. Nevüket őrzi a mai Andalúzia, amelyet eredetileg az arabok (mórok) a vandálokra utalva al-Andalúsznak neveztek el. Ez azt valószínűsíti, hogy a vandálok itt telepedtek le, mielőtt Afrikába vándoroltak volna.
Nagy Theodorik, a gótok királya és a vizigótok kormányzója házassága révén a vandálok, a burgundok és a frankok szövetségese is volt.

## A vandálok eredete

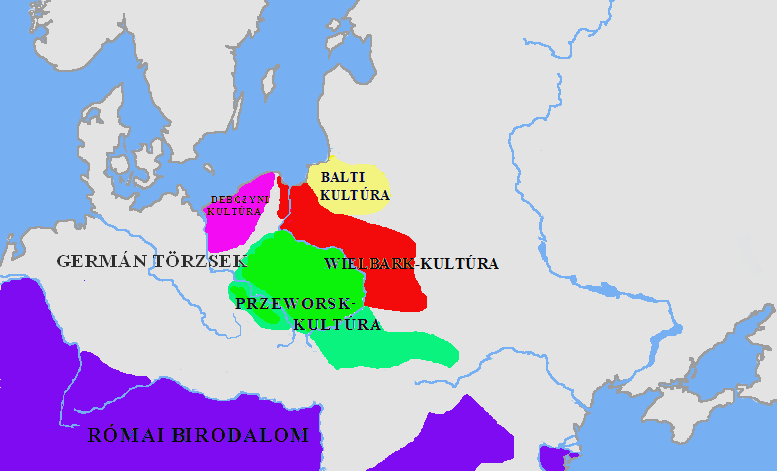
Przeworsk-kultúra

A vandálok-lugiak sötétzölddel a többi germán törzs között i. sz. 50 körül

A 19. században a vandálokat először az úgynevezett przeworski kultúrával azonosították. Ellentmondásos a vélemény a vandálok és egy másik germán népcsoport, a lugiak kapcsolatáról. Az akadémikusok szerint két lehetőség van: a vandálokat korábban lugiaknak nevezték, vagy a vandálok a lugiak szövetségéhez tartoztak.
A nevek hasonlósága alapján feltehető, hogy a vandálok őshazája Norvégia (Hallingdal), Svédország (Vendel) vagy Dánia (Vendsyssel) területén volt. A feltételezések szerint az i. e. 2. században a vandálok a Balti-tengert átszelve a mai Lengyelország területére vándoroltak, i. e. 120 körül pedig Sziléziában telepedtek le. 98-ban Tacitus az Odera és a Visztula közé helyezte területüket (Germania provincia); feltevését később mások is megerősítették: Iordanes szerint a vandálokat és a rugiakat a gótok kiszorították. Ez alátámasztani látszik a vélekedést, hogy a vandálok a przeworski kultúra területén éltek azután, hogy a gótok wielbarki kultúrája bizonyos területeken felváltotta a przeworskit.
A középkorban sokan úgy gondolták, hogy a vandálok a lengyelek ősei voltak. Ennek két oka volt: valószínűleg a vandálokat összekeverték a vendekkel, és mindkét népcsoport azon a helyen élt, ahol a középkorban a lengyelek. 796-ban, az Annales Alamannici című szövegben van egy rész: „Pipinus … perrexit in regionem Wandalorum, et ipsi Wandali venerunt obvium (Pipin a vandálok területére ment, de a vandálok megtámadták).” Az Annales Sangallenses ezt a rajtaütést 795-re teszi, és egyetlen rövid mondattal tudósít róla: „Wandali conquisiti sunt (A vandálokat legyőzték).” Ez azt jelenti, hogy a középkori történetírók az avarokat is vandáloknak nevezték.

## Történetük

Kék színnel látható a vandálok útja

A vandál nép két törzsből állt: a silingi és a hasdingi vandálokból. A markomann háború idején (166-181) a silingi vandálok egy Magna Germania nevű területen éltek, amit ma Sziléziának hívnak. A 2. században a hasdingi vandálok Raus és Rapt (vagy Rhaus és Raptus) király vezetésével dél felé vándoroltak, a rómaiakat először a Duna alsó folyásánál támadták meg. 271 körül Aurelianus császárnak meg kellett erősíttetnie a Duna középső folyásának védelmét. Ezután békét kötöttek, a vandálok pedig Dacia nyugati részén és Pannoniában telepedtek le.
Iordanes A gótok története című műve szerint a hasdingi vandálok I. Constantinus uralkodása idején kerültek konfliktusba a gótokkal. Akkoriban a vandálok azon a területen éltek, amit később a gepidák vettek birtokba; itt „keletről a gótok, nyugatról a markomannok, északról a hermanariak, délről pedig a Hister (Duna) vette körül őket.” A vandálokat Geberik gót király támadta meg, és a csatában a vandál király, Visimar is elesett. A vandálok ezután Pannoniába vándoroltak, ahol I. Constantinus (330 körül) a Duna jobb partján földet adott nekik; itt körülbelül hatvan évig éltek.
Innen 400-ban vagy 401-ben – valószínűleg a hunok elől menekülve – Godigisel király vezetésével és szövetségeseikkel (az alánokkal és a szvébekkel) nyugat felé vándoroltak. Később a silingi vandálok egy része is csatlakozott hozzájuk. Ebben az időben a hasdingi vandálok már felvették a keresztény hitet. Valens császár uralkodása idején (364-378) tértek át az arianizmusra, mely ellentétben állt a keresztény vallás hivatalos Szentháromság-felfogásával. Az ariánus hit követői között volt Stilicho, Honorius császár egyik befolyásos embere is.

### Gallia
406-ban a vandálok Pannoniából a Duna mentén különösebb nehézség nélkül nyugatra vándoroltak. 406. december 31-én vagy 407. január elsején a vandálok, az alánok és a szvébek Mainz térségében átkeltek a befagyott Rajnán. A túlparton a rómaiak száli frank szövetségesei (foederati) állták az útjukat. Bár későbbi források szerint a vandálok királya, Godigisel is elesett, a vandálok az alánok segítségével sikeresen legyőzték a frankokat. A vandálok és szövetségeseik megszállták a birodalomhoz tartozó Germania provinciát, majd végigvonultak Gallián. Ekkor dúlták fel Trier, Worms, Strasbourg és Rheims városát, valamint más településeket. Godigisel fia, Gunderik vezetésével a vandálok délnyugat felé vonultak, megszállva Aquitaniát.

### Az Ibériai-félsziget

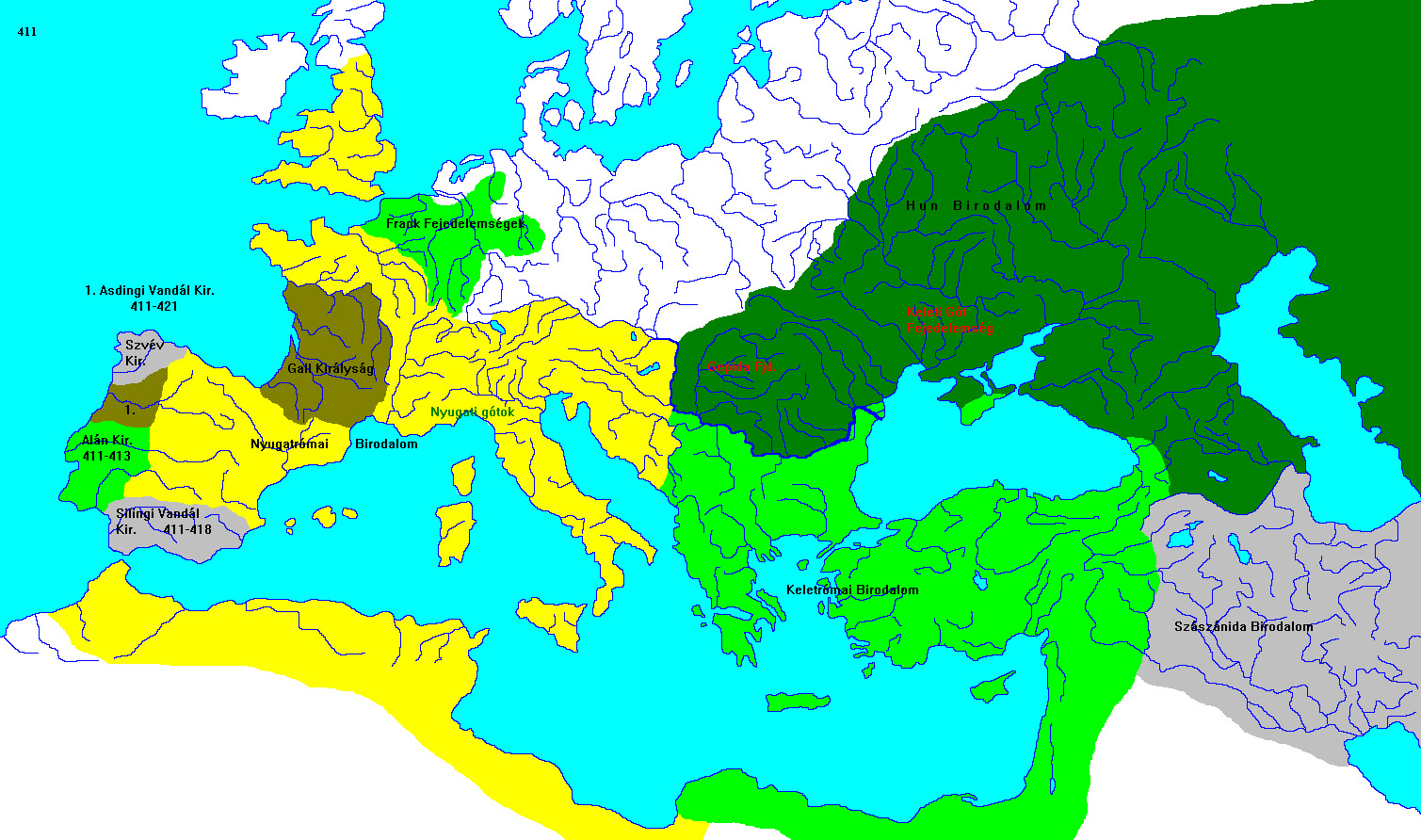
Európa 411-ben

A három szövetséges nép (vandálok, alánok, szvébek) egyaránt a Pireneusi-félszigeten fejezte be a hosszú hadjáratot. Ott letelepedtek, és királyságokat alapítottak. A szvébek a mai spanyol Galicia területén, a hasdingi vandálok a mai Portugália északi részén, a silingi vandálok pedig a mai Andalúzia területén, amely róluk kapta a nevét. Ezek az új államok rövid életűeknek bizonyultak, a nyugati gótok nyomásának csak a Szvéb királyság tudott hosszabb ideig ellenállni.

### Afrika

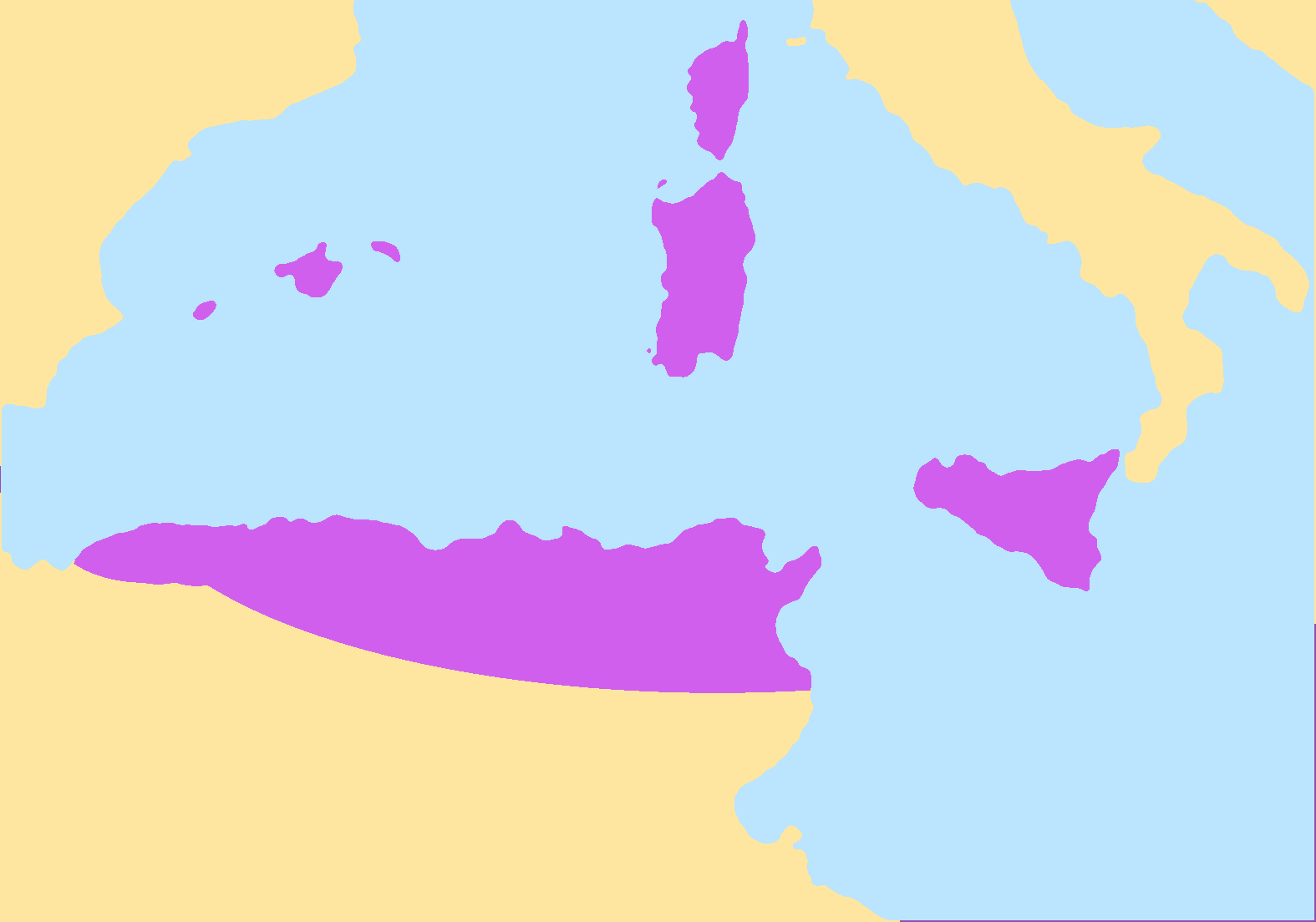
A Vandál Királyság annak legnagyobb kiterjedése idején, a 470-es években.

429-ben Bonifatius Afrikába hívta őket, hogy támogassák a Római Császárság elleni hadmozdulatait, és ettől az időponttól számítjuk a Vandál Királyság létezését is. Bonifatius hamarosan kiegyezett a Római Birodalommal, de a vandálok Afrikában maradtak, és ezt tudomásul véve 435-ben a hippói békekötés alkalmával letelepedési egyezményt is kötöttek velük. A Vandál Királyság végleges területe 442-ben alakult ki: a királyság központja Karthágó lett, és az új foedus szerződés értelmében hozzá tartozott Proconsularis, Tripolis és Numidia is.

#### Róma kifosztása
Észak-Afrika elestével mind a nyugati, mind a keleti birodalom fő gabonaellátási forrása és a mediterrán kereskedelem létfontosságú központja veszett el a Nyugatrómai Birodalom számára. A Keletrómai Birodalom három alkalommal, 431-ben Hippo felmentésére, majd 440-ben és 441-ben küldött flottát a területek visszaszerzésére, ám miután mindhárom akció kudarcot vallott. A III. Valentinianus vezette Nyugatrómai Birodalom kénytelen volt békét kötni és elfogadni a Vandál királyságot mint független hatalmat. A kialakult helyzet elismerését az is szentesítette, hogy 445-ben Geiserik fiát, Huneriket Eudoxiával, a császár lányával jegyezte el. Ezzel elsőként alakult önálló, szuverén germán királyság a birodalom területein belül.
455-ben az előző évben meggyilkolt Aëtius volt katonája megölte III. Valentinianust, ezt Geiserik a birodalommal kötött korábbi megállapodása felrúgásaként értelmezte, és Róma instabil helyzetét kihasználva 455. június 2-án seregével elfoglalta és kifosztotta Rómát. A vandálok rengeteg zsákmánnyal, rabszolgával, illetve Valentinianus özvegyével és két lányával tértek vissza Karthágóba.

#### A vandál királyság bukása

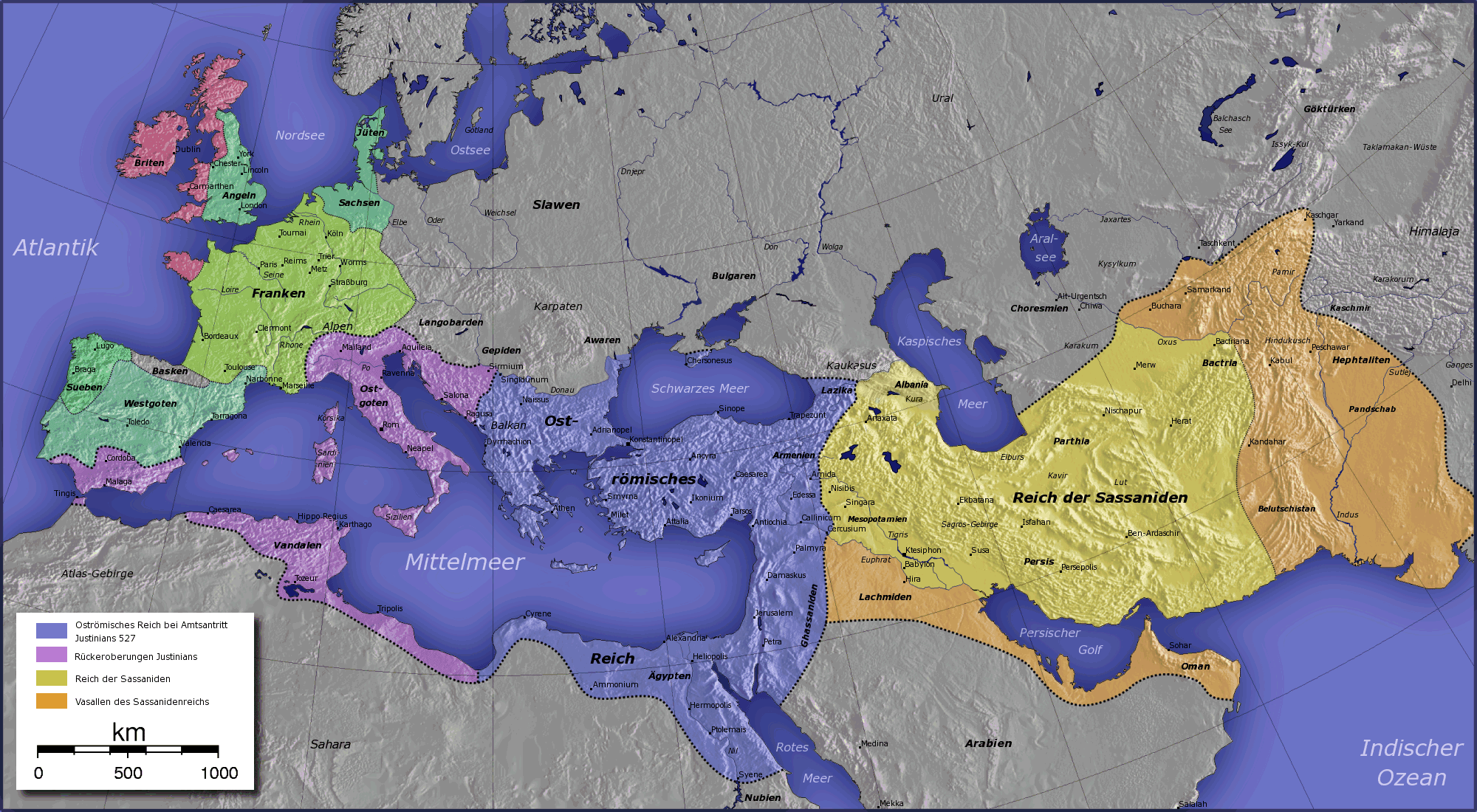
Európa és a Mediterráneum I. Justinianus uralkodásakor

A vandálok és alánok uralmát végül a bizánci beavatkozás döntötte meg: mintegy száz évvel afrikai királyságuk alapítása után, 533-ban I. Iusztinianosz elérkezettnek látta az időt, hogy nagyszabású hadjáratot indítson nyugat felé, az univerzális birodalom helyreállításának érdekében. (Előzőleg 532-ben békét kötött I. Huszrau perzsa nagykirállyal, hogy biztosítsa a keleti határt.) Érdemeinek elismeréseként I. Justinianus kinevezte Belisariust a vandálok elleni szárazföldi és tengeri expedíció élére 533-ban. Bizáncnak politikai, vallási és stratégiai érdekei voltak a vandálok elleni támadás megindítására: a bizáncbarát Hilderiket Gelimer megfosztotta trónjától, és megölte. Ez jó ürügyet nyújtott Bizáncnak a támadás elindítására. Emellett az ariánus vandálok szisztematikusan üldözték a többi keresztényt, akik közül sokan a Bizánci Birodalomban kerestek menedéket.[forrás?] Továbbá Justinianusnak gazdasági érdeke is fűződött az észak-afrikai vandál területek megszerzéséhez, hogy így biztosítsa a Földközi-tenger vandál flotta ellenőrzése alatt álló nyugati felében a kereskedelmi útvonalak járhatóságát.
533 nyarának végén Belisarius 18 ezer emberével partraszállt Leptis Magna városának közelében, ahonnan a part mentén haladt tovább Karthágó felé. Tíz mérföldre Karthágótól Gelimer és Belisarius erői végül az Ad Detiumi csata során csaptak össze 533. szeptember 13-án. A csata csaknem bizánci vereséggel zárult, Belisarius seregei megfutamodtak, azonban Gelimer az üldözésük helyett a csatában elesett testvére, Amatus eltemetésével foglalkozott. Ez időt adott Belisariusnak, hogy rendezze sorait. Ezután ellentámadásba ment át és legyőzte Gelimert, majd elfoglalta Karthágót. A tricameroni csatában aratott bizánci győzelmet követően 534 elején a Monte Papuán Gelimer megadta magát. Észak-Afrika régi római provinciái visszakerültek a Birodalomhoz. Érdemei elismeréseként Belisarius diadalmenetben térhetett haza Konstantinápolyba. Ez volt a Római Birodalom történetének utolsó diadalmenete, melynek során bemutatták a jeruzsálemi templom vandáloktól visszaszerzett kincseit. A helybéli berberek egészen 548-ig gerilla-hadviselést folytattak a bizánciak ellen, mindhiába: a tartományt sikerült tartósan a Keletrómai Császársághoz csatolni.

## Kultúra

### A vandál nyelv
A vandál nyelv a gót nyelv legközelebbi rokonának sejtett kihalt ókori germán nyelv. Gyakorlatilag semmit sem lehet tudni a nyelvről, mind a mai napig ismeretlen a szókincse, kiejtése és jellege. Ismert néhány vandál eredetűnek tartott személy-, illetve földrajzi név. Ezek azonban az évszázadok során különféleképpen alakultak, tehát nem árulhatnak el sokat a nyelvről. Az egyetlen jelentős és máig használatos kifejezés, amely a vandálok történelmi jelenlétére utal, Andalúzia, amely az arabból átjött Al-Andalus névből van, jelentése vandálok földje.

### Művészet
Az afrikai vandál sírokból is előkerültek ékszerek: színes gyöngyláncok, rekeszzománcos, gránát, kék, zöld, türkiz és ámbra berakásos függők, vállcsatok. Ezek azonban durvább megmunkálásúak, mint  gótoké vagy a frankoké, és azt sem lehet tudni, hogy saját készítésűek, vagy rablott holmik. Az ékszerek stílusa a dél-oroszországi ötvösművészet jellegzetességeit mutatja, de ilyen darabok más germán népeknél is készültek.
Thrasamund király alatt az udvar és az arisztokrácia a római kultúra felé fordult. A király fürdőket építtetett és újjáélesztette az iskolarendszert. Felicianus Grammaticus tanítványai között nem csak vandálok voltak, és az ő tanítványa volt Luxorius, a költő is. Az arisztokraták kedvelték a színházat, a lóversenyeket és a táncot, a költők pedig arisztokratákat dicsőítő verseket írtak.

### Vendek
A vandálok leszármazottainak gondolták hosszú időn át a Magyarországon élő szlovén kisebbséget. Ennek oka az volt, hogy a németek wendisch névvel illették az itteni szlovénokat (a magyarok ezután a szó után nevezik őket vendeknek) és a vend-vandál név összecsengése miatt is született az elmélet. A 19. században az új módszerek szerint dolgozó történészek és nyelvtudósok megcáfolták az elképzelést.

## A vandálok emléke a képzőművészetben

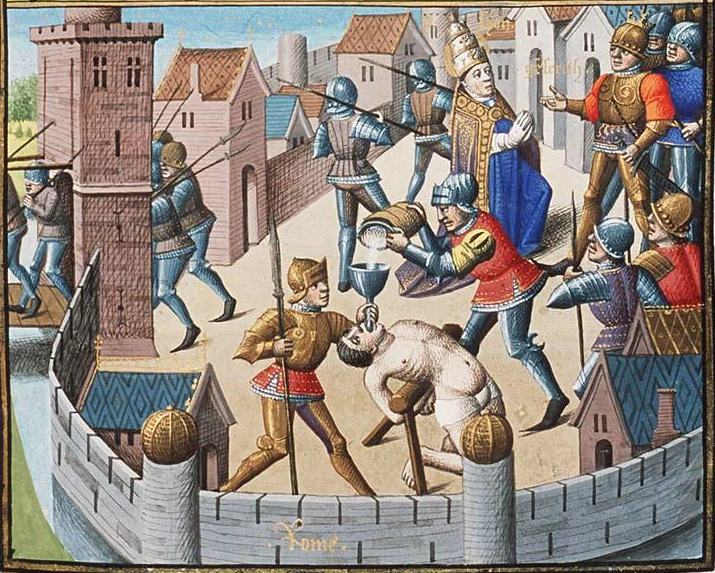
Leó pápa rábeszéli Geiseriket Róma megkímélésére (Ferenc mester, 1475)
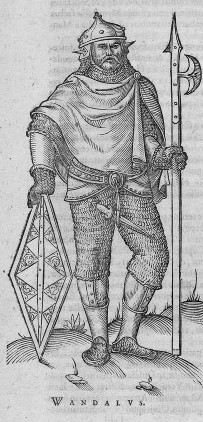
Vandál harcos (De Gentium aliquot migrationibus, 1600)
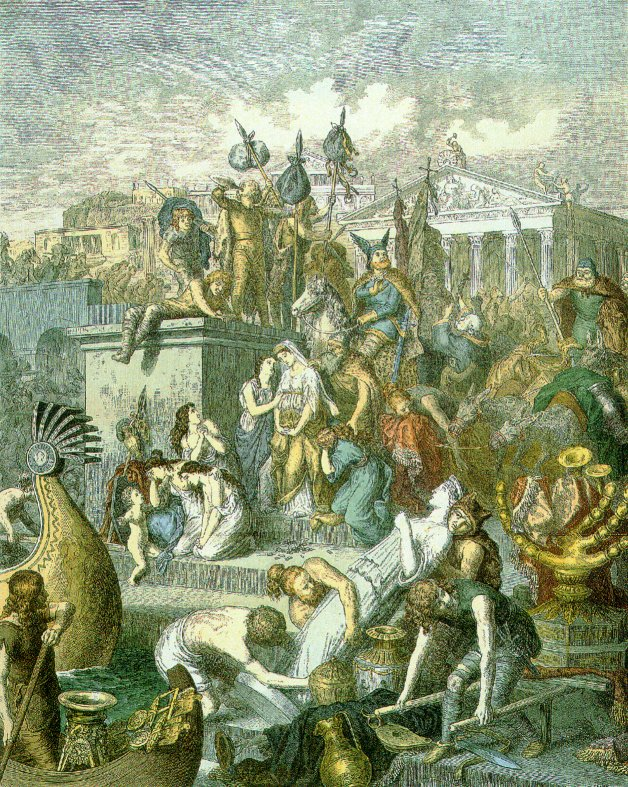
A vandálok kifosztják Rómát. Heinrich Leutemann (1824–1904)